# 경인교육대학교 부설초등학교
경인교육대학교 부설초등학교는 대한민국 인천광역시 계양구에 있는 경인교육대학교 산하의 국립 초등학교이다.

## 학교 연혁
- 1957.04.01 인천사범학교부속국민학교 설치인가
- 1957.04.09 초대 김산해 교장 취임
- 1957.04.10 개교(6학급, 4학년까지)
- 1960.03.25 제1회 졸업식(85명)
- 1962.03.01 인천교육대학부속국민학교로개칭(18학급인가)
- 1993.03.01 인천교육대학교부속국민학교로 개칭
- 1996.03.01 인천교육대학교부속초등학교로 개칭
- 2001.03.01 인천교육대학교부설초등학교로 개칭
- 2002.12.23 학교발전사(45년사) 발간 기념회
- 2004.03.01 경인교육대학교부설초등학교로 개칭
- 2004.12.24 전국 초·중·고 교육과정 운영 최우수학교 선정
- 2006.03.01 학교신축이전(효성동), 6개학급증설 (24학급)
- 2006.12.05 아름다운학교 공모 우수학교 선정
- 2007.06.09 개교 50주년 기념 행사
- 2009.03.01 제12대 이범응 교장선생님 취임
- 2010.02.12 제51회 졸업장수여식(졸업생 109명 총7,155명)
- 2010.08.20 제12회 한일초등수학교육연구 합동 발표회
- 2010.10.13 연혁관, 어학실 증축
- 2010.11.30 배려와 나눔 연구학교 운영보고회 및 수업공개
- 2011.02.16 제52회 졸업장수여식(졸업생 110명 총7,265명)
- 2011.05.27 전국국립대학교 부설초등학교장 회의 개최
- 2011.11.18 2011 창의·인성 수업공개 및 워크숍
- 2011.12.21 부설 연혁관 개관
- 2012.02.16 제53회 졸업장수여식(졸업생 111명 총7,376명)
- 2012.04.20 교육문화증진 교류를 위한 상호방문 활동(일본 효고 및 나루토대학, 덴마크 UCC대학, 미국STU대학)
- 2012.08.25 지식구성노트 개발 보급
- 2012.11.03 좋은 수업 나눔을 위한 컨설팅 자료 개발
- 2012.12.05 전국 100대 우수교육과정 학교 선정
- 2012.12.07 국가수준 학업성취도 평가 우수학교 선정(인천광역시교육청)
- 2012.12.09 인천광역시 학력향상 우수학교 선정
- 2013.02.14 제54회 졸업장수여식(졸업생 110명 총7,486명)
- 2013.03.01 제13대 이명분 교장선생님 취임
- 2013.07.03 하늘정원 갤러리 개관식
- 2013.09.16 신입생 학급당 학생수 조정(급당28명→24명) 결정
- 2013.11.13 초등학교 국정도서(3~4학년군 도덕·과학) 현장적합성검토 상설연구보고회
- 2014.06.02 도서관 환경개선 및 첨단교육실습지원실 개관식
- 2014.11.12 초등학교 국정도서(5~6학년군 도덕·과학) 현장적합성검토 상설연구보고회
- 2014.12.09 교육부지정 인성교육 우수학교 선정
- 2014.12.30 인천시교육청지정 창의인성 교육활동 우수학교 선정
- 2015.02.12 제56회 졸업장수여식(졸업생 105명 총7,697명)